# Zamek Aoba
Zamek Aoba (jap. 青葉城 Aoba-jō), znany także jako zamek Sendai (jap. 仙台城 Sendai-jō) – zamek w Japonii, dawna siedziba rodziny Date. 
Zamek został zbudowany w latach 1600–1602 przez daimyō Masamune Date na szczycie góry Aoba, w doskonałym strategicznie punkcie do obrony i panowania nad miastem Sendai. 
Zamek był jednym z kluczowych centrów Ōuetsu Reppan Dōmei (Sojuszu Domen Mutsu, Dewa, Echigo) zwanego również Hokubu Dōmei (Sojuszem Północnym) podczas „wojny roku smoka” (1868–1869). W tym czasie panem Sendai był Yoshikuni Date (1825–1874). 
Po kapitulacji Sendai zamek został przejęty przez nowy rząd (restauracja Meiji) i częściowo rozebrany w latach 70. XIX wieku. Wiele z pozostałych budynków zostało zniszczonych podczas bombardowań Sendai bombami zapalającymi podczas II wojny światowej, ale niektóre fragmenty zamku przetrwały. Duże partie, w tym kamienna podstawa, niektóre mury i część drewnianych budowli, zostały częściowo odbudowane.
Obszar zamku obejmuje także chram shintō Gokoku-jinja oraz pomnik Masamune Date na koniu.

## Galeria

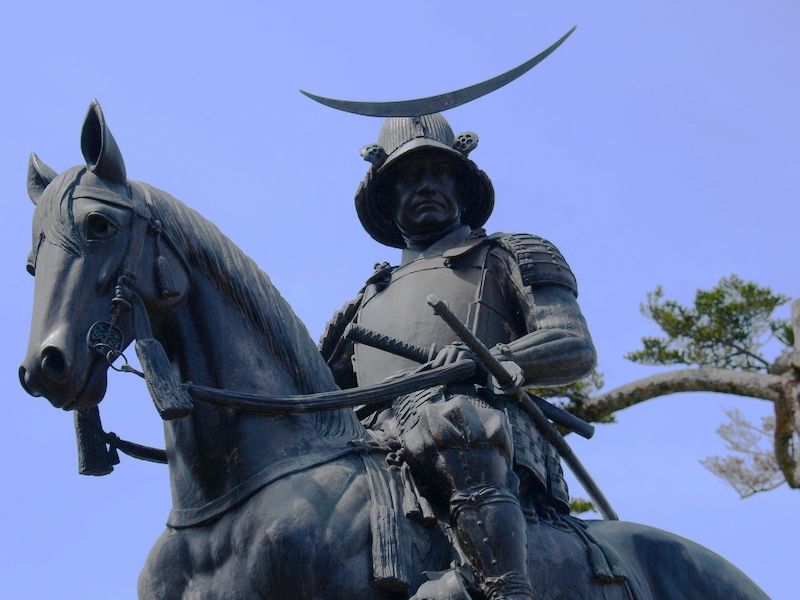
Pomnik Masamune Date w Sendai
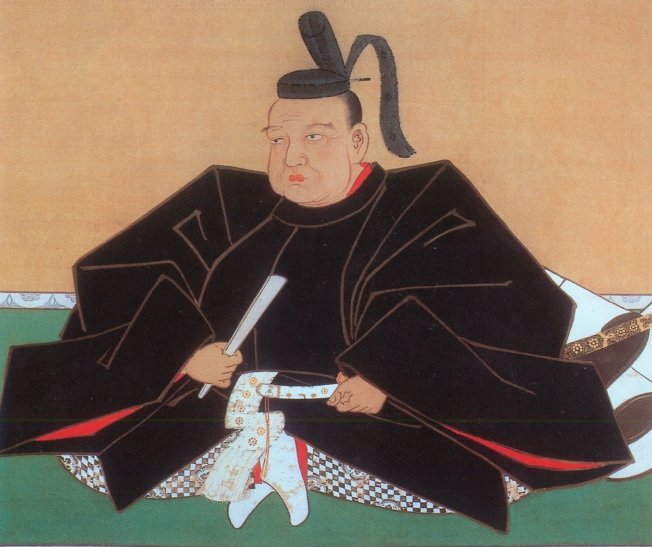
Yasunobu Kanō (1614–1685), Szkoła Kanō, Portret Masamune Date
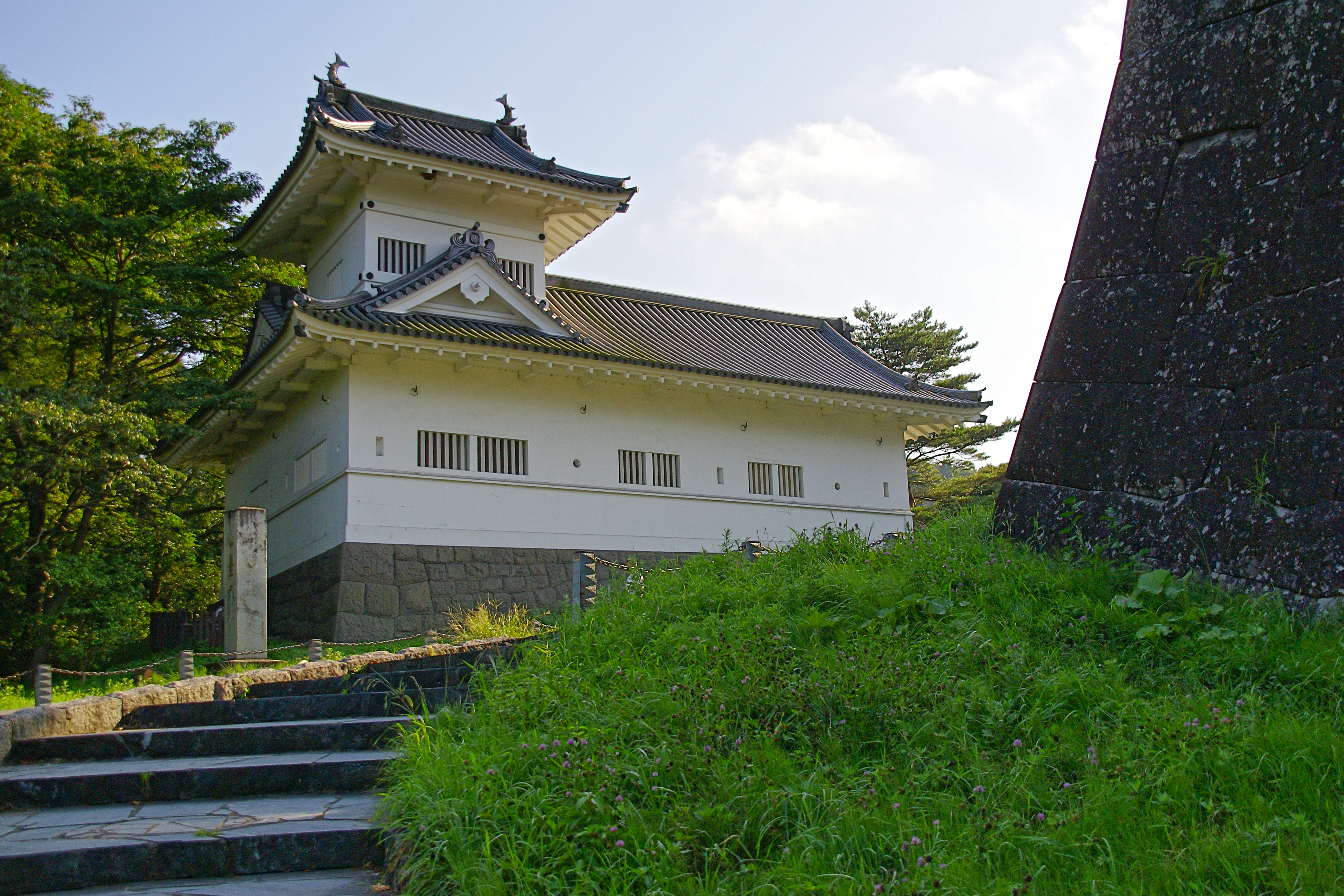
Baszta (yagura) przy głównej bramie
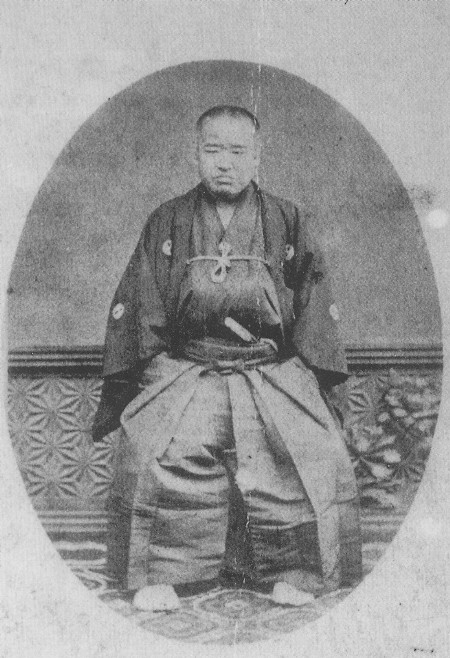
Yoshikuni Date (1825–1874)